# Bistum Sololá-Chimaltenango
Das Bistum Sololá-Chimaltenango (lat.: Dioecesis Sololensis-Chimaltenangensis) ist ein in Guatemala gelegenes römisch-katholisches Bistum mit Sitz in Sololá. Es umfasst die Departamentos Sololá und Chimaltenango.

## Geschichte
Papst Pius XII. gründete das Bistum Sololá am 10. März 1951 aus Gebietsabtretungen des Bistums Quetzaltenango, Los Altos und des Erzbistums Guatemala, dem es als Suffraganbistum unterstellt wurde.
Einen Teil des Territoriums gab es am 27. April 1967 an das Bistum Santa Cruz del Quiché ab. Am 13. Februar 1996 wurde es Teil der Kirchenprovinz des Erzbistums Los Altos Quetzaltenango-Totonicapán und erhielt in desselben Jahres den aktuellen Namen.

## Ordinarien

### Bischöfe von Sololá
- Angélico Melotto Mazzardo OFM (27. Juni 1959–5. April 1986, emeritiert)
- Eduardo Ernesto Fuentes Duarte (5. April 1986–31. Dezember 1996)

### Bischöfe von Sololá-Chimaltenango
- Eduardo Ernesto Fuentes Duarte (31. Dezember 1996–20. Juli 1997, gestorben)
- Raúl Antonio Martinez Paredes (28. Januar 1999–28. Juli 2007, dann Weihbischof in Guatemala)
- Gonzalo de Villa y Vásquez SJ (28. Juli 2007–9. Juli 2020, dann Erzbischof von Santiago de Guatemala)
- Domingo Buezo Leiva (seit 16. Juli 2021)